# Croton tiglium
Croton tiglium är en törelväxtart som beskrevs av Carl von Linné. Croton tiglium ingår i släktet Croton och familjen törelväxter. Inga underarter finns listade i Catalogue of Life.

## Bildgalleri

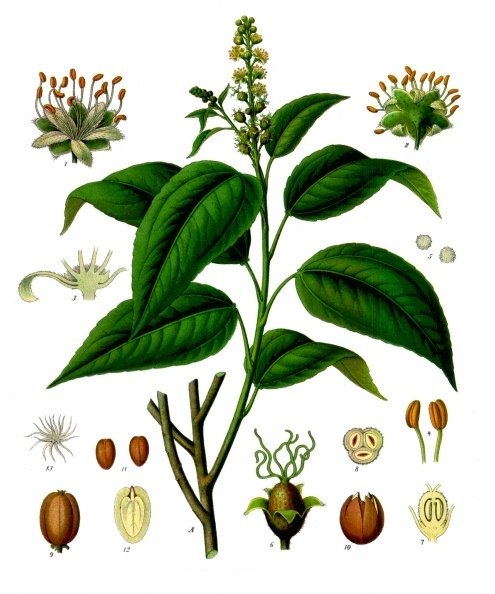
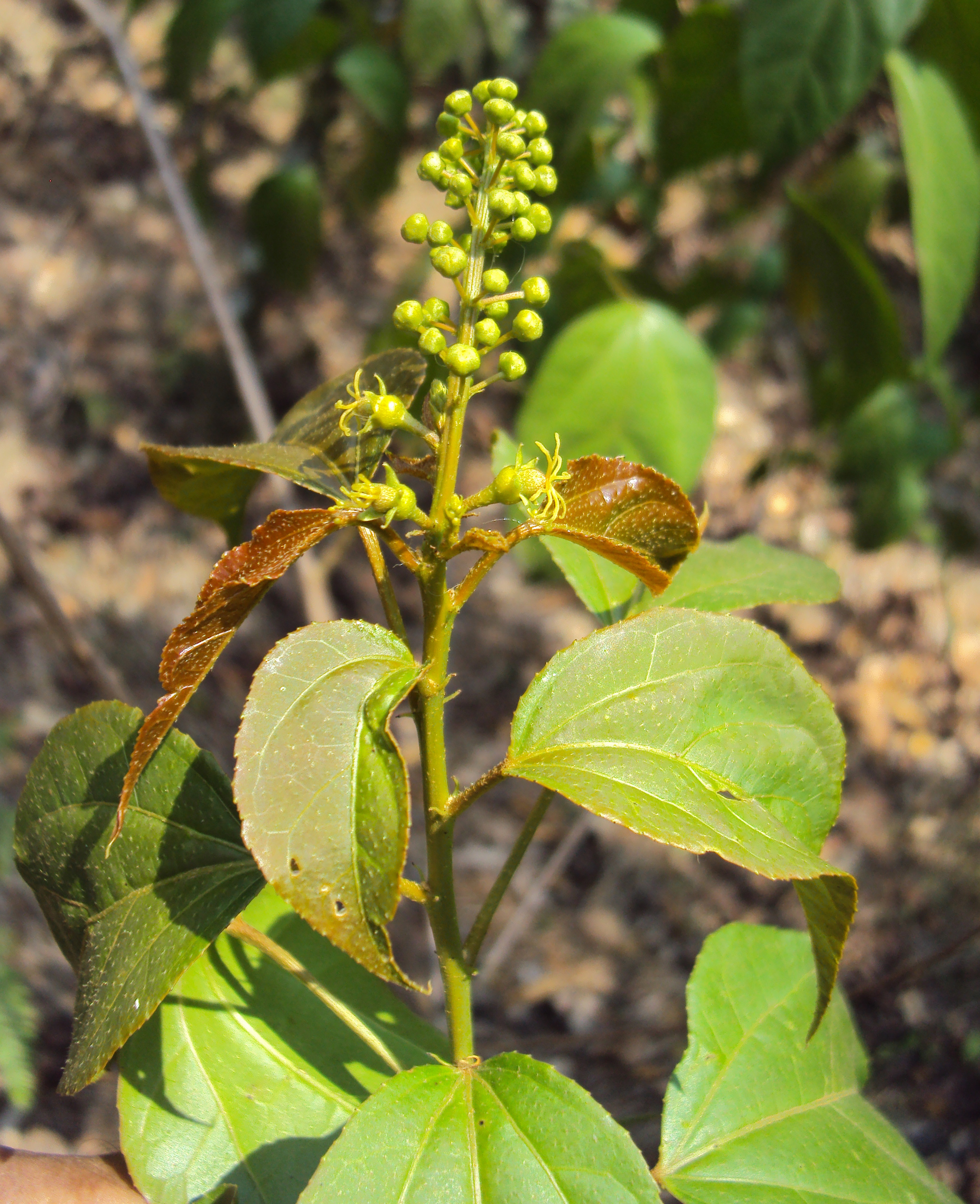
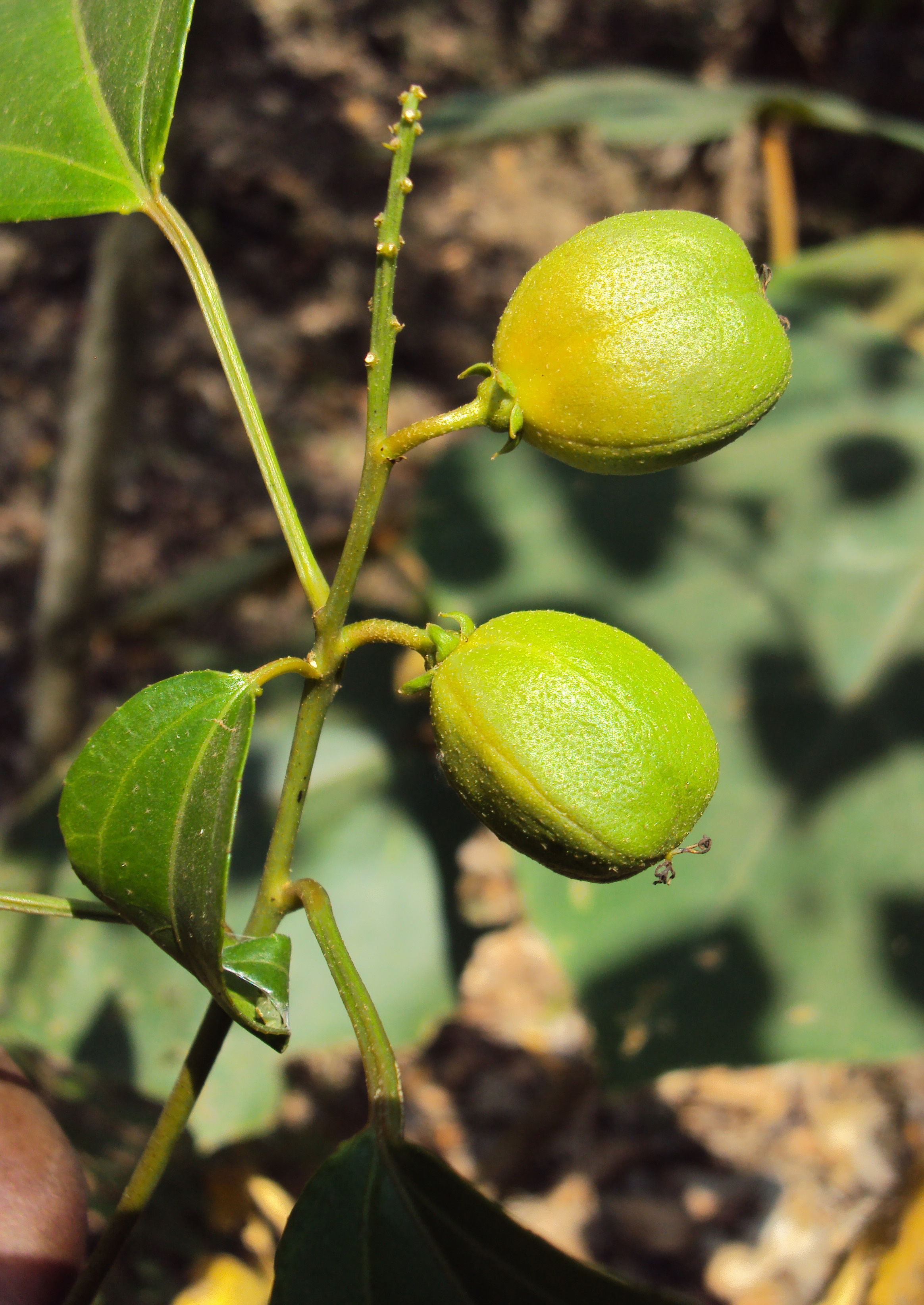
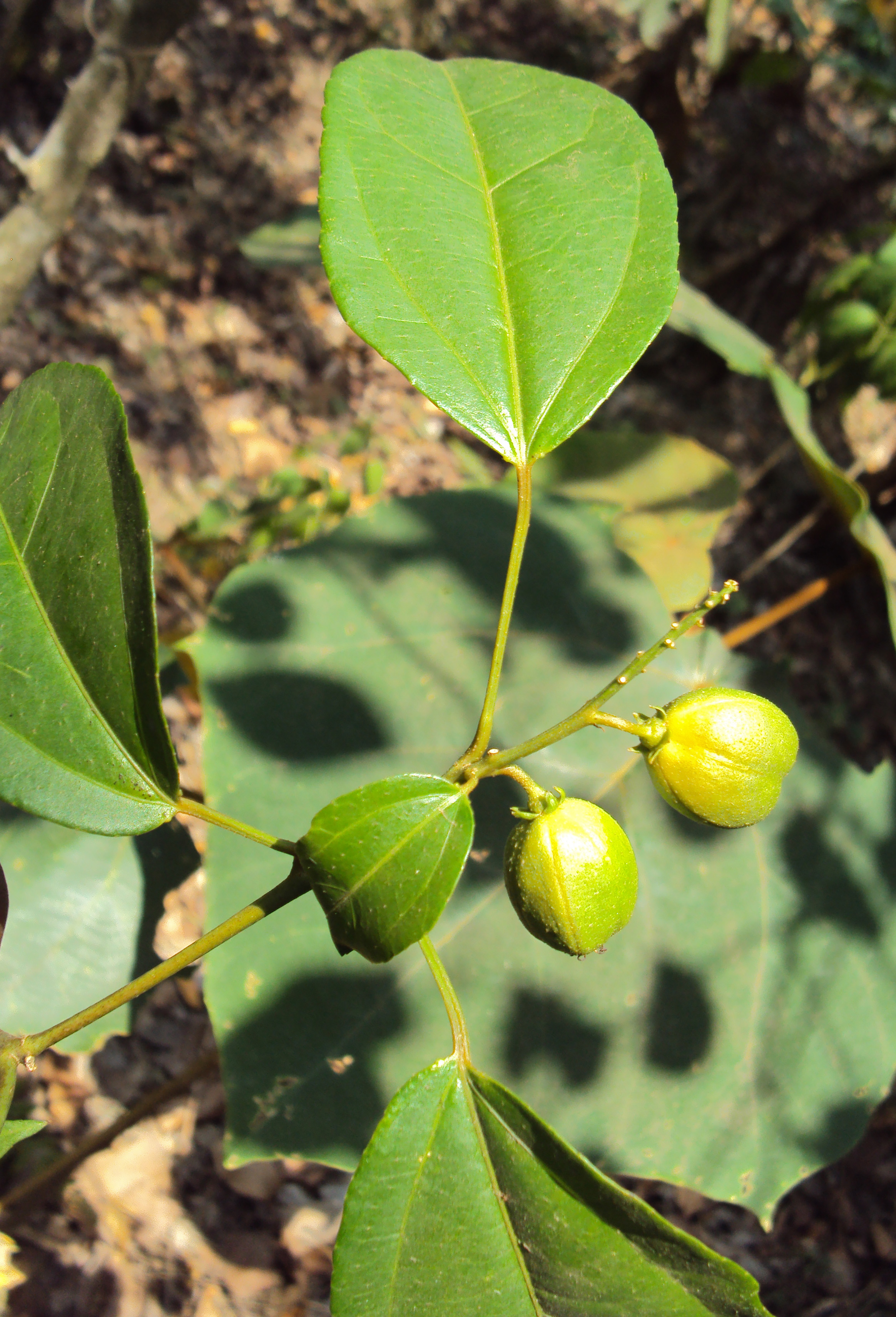
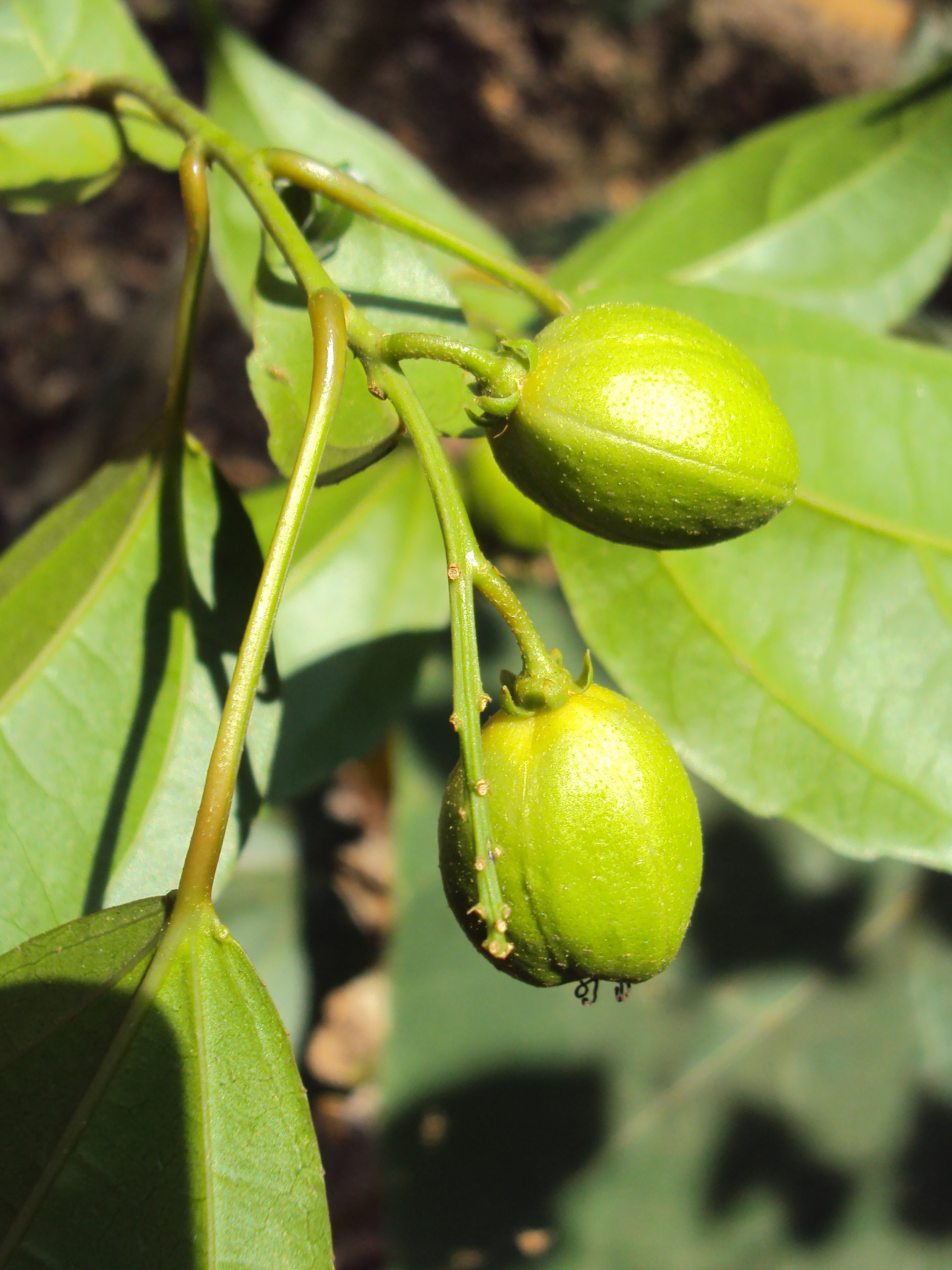
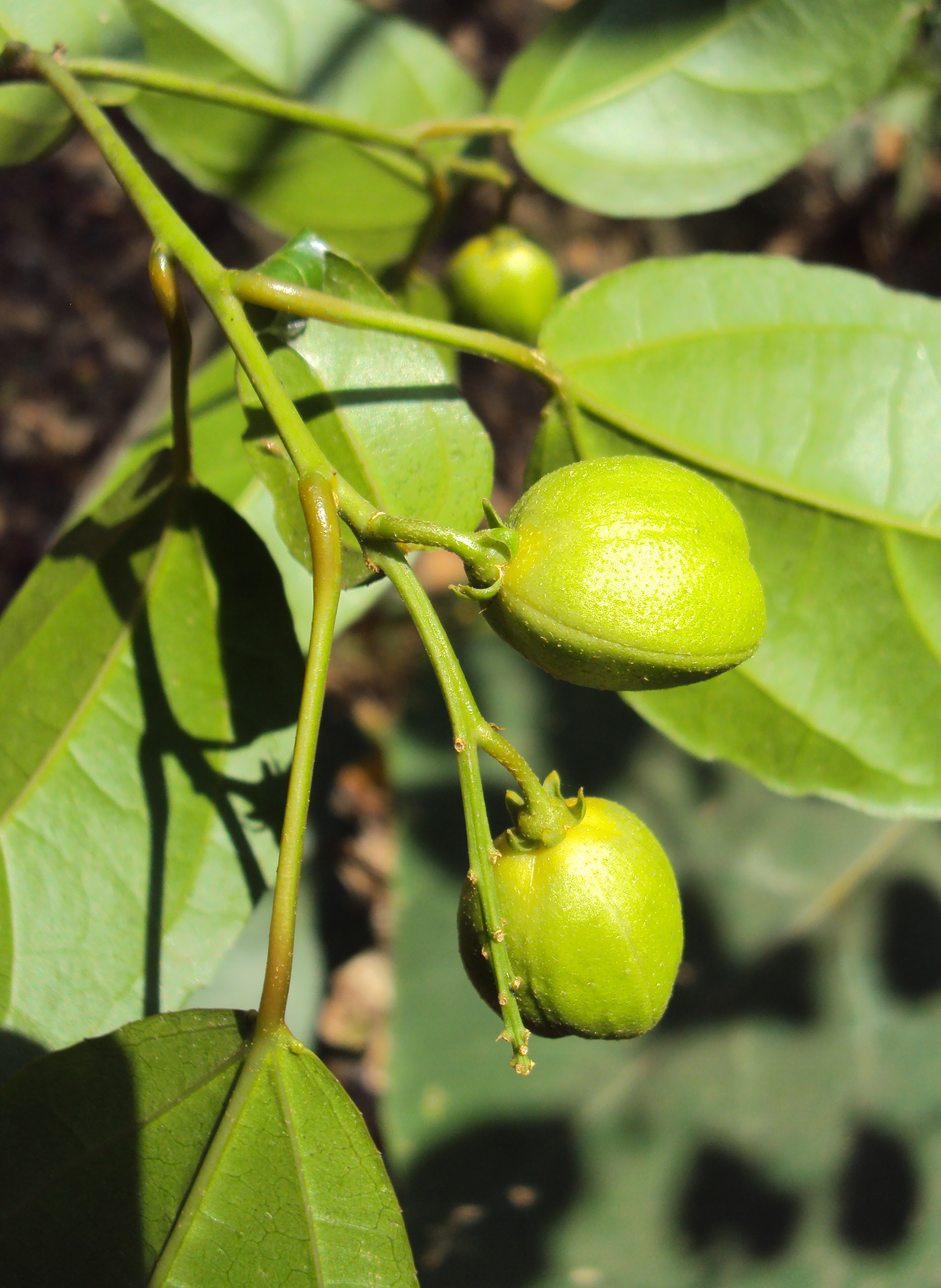